# Otis Harlan
Pour les articles homonymes, voir Harlan.
Otis Harlan est un acteur américain né le 29 décembre 1865 à Zanesville, Ohio (États-Unis), décédé le 21 janvier 1940 à Martinsville (Indiana).

## Biographie
Il est l'oncle de l'acteur Kenneth Harlan (1895-1967).

## Filmographie
- 1915 : A Black Sheep : Goodrich Mudd
- 1916 : The Resurrection of Dan Packard
- 1916 : A Stranger in New York
- 1916 : Temperance Town
- 1920 : The Romance Promoters (en) : Undetermined Role
- 1921 : Diamonds Adrift : Brick McCann
- 1921 : Une bonne fortune (The Girl in the Taxi) de Lloyd Ingraham : Alexis
- 1921 : Keeping Up with Lizzie : Sam Henshaw
- 1921 : The Foolish Age : Old Top: Carr
- 1922 : Une femme de tête (Two Kinds of Women) de Colin Campbell : Major Langworthy
- 1922 : The Right That Failed : Mr. Duffey
- 1922 : Gay and Devilish : Peter Armitage (the uncle)
- 1922 : The Understudy : Mr. Manning
- 1922 : Up and at 'Em : William Jackson
- 1922 : The Ladder Jinx, de Jess Robbins : Thams Gridley
- 1922 : The Eternal Flame : Abbé Conrand
- 1922 : Without Compromise : Dr Evans
- 1922 : The World's a Stage : Richard Manseld Bishop
- 1922 : Glad Rags
- 1923 : La Bouteille enchantée (The Brass Bottle), de Maurice Tourneur : Capitaine du Guard
- 1923 : L'Araignée et la Rose (The Spider and the Rose) de John McDermott : le secrétaire
- 1923 : Truxton King : Hobbs
- 1923 : La Rue des vipères (Main Street), de Harry Beaumont : Ezra Stowbody
- 1923 : The Victor : Chewing gum baron
- 1923 : Barefoot Boy (en) de Karl Brown : Wilson
- 1923 : Pioneer Trails : 'Easy Aaron' Cropsey
- 1923 : The Near Lady : Herman Schultz
- 1924 : The Lullaby : Thomas Elliott
- 1924 : The Dramatic Life of Abraham Lincoln : Denton Offut
- 1924 : George Washington, Jr. : Senator Hopkiins
- 1924 : Plus de femmes ! (The White Sin) de William A. Seiter : Juge Langley
- 1924 : Mademoiselle Minuit (Mademoiselle Midnight) : Padre Francisco
- 1924 : One Law for the Woman : Judge Blake
- 1924 : Code of the Wilderness : Uncle Jephon
- 1924 : Welcome Stranger : Seth Trimble
- 1924 : Le Captain Blood : Corliss
- 1924 : The Clean Heart : Puddlebox
- 1924 : The Dixie Handicap : Old retainer (in blackface)
- 1925 : The Redeeming Sin : Papa chuchu
- 1925 : Oh, Doctor! : Mr. Clinch
- 1925 : How Baxter Butted In : Amos Nichols
- 1925 : Nine and Three-Fifths Seconds : Motherbund
- 1925 : Fine Clothes : Alfred
- 1925 : Where Was I? : Bennett
- 1925 : Sa nièce de Paris (Lightnin') de John Ford : Zeb
- 1925 : The Limited Mail : Mr. Joffrey
- 1925 : Dollar Down : Norris
- 1925 : La Saltimbanque (Thunder Mountain) de Victor Schertzinger : Jeff Coulter
- 1925 : Perds pas tes Dollars ! (The Perfect Clown) de Fred C. Newmeyer : Le Boss
- 1926 : Les Mésaventures de Jones (What Happened to Jones) de William A. Seiter : Ebenezer Goodly
- 1926 : Winning the Futurity : Tom Giles
- 1926 : The Prince of Pilsen : Bndit Chief
- 1926 : Trois sublimes canailles (3 Bad Men), de John Ford : Editor Zach Little
- 1926 : The Midnight Message : Richard Macy
- 1926 : The Unknown Cavalier : Judge Blowfly Jones
- 1926 : The Whole Town's Talking : Mr. Simmonns
- 1926 : The Cheerful Fraud : Mr. Bytheway
- 1927 : Don't Tell the Wife : Magistrate
- 1927 : Down the Stretch : Babe Dilley
- 1927 : Le Prince étudiant (The Student Prince in Old Heidelberg), de Ernst Lubitsch et John M. Stahl : Old Ruder
- 1927 : Compromettez-moi (Silk Stockings) de Wesley Ruggles : Juge Foster
- 1927 : L'Homme aux cheveux rouges (The Silent Rider) de Lynn Reynolds : Sourdough Jackson
- 1927 : Galloping Fury : Pop Tully
- 1928 : Le Pâtre des collines (The Shepherd of the Hills) de Albert S. Rogell : By Thunder
- 1928 : Dad's Choice : The Father
- 1928 : Good Morning, Judge : Jerry Snoot
- 1928 : The Grip of the Yukon (en) d'Ernst Laemmle : Farrell O'Neil
- 1928 : The Speed Classic : The Thirsty One
- 1929 : Silks and Saddles : Jimmy McKee
- 1929 : Clear the Decks : Pussyfoot
- 1929 : Show Boat de Harry A. Pollard : Capt. Andy Hawks / Master of Ceremonies in Prologue
- 1929 : Broadway : 'Porky' Thompson
- 1929 : His Lucky Day : Jerome Van Dyne
- 1929 : Port of Dreams : Joe Evans
- 1929 : Barnum Was Right : Samuel Locke
- 1929 : La Dame de cœur (The Mississippi Gambler) de Reginald Barker : Tiny Beardsley
- 1930 : Take the Heir, de Lloyd Ingraham : John Walker
- 1930 : Parade of the West : Professor Clayton
- 1930 : Loose Ankles : Major Rupert Harper
- 1930 :  Un mari provisoire (en) (Embarrassing Moments) de William James Craft : Adam Fuller
- 1930 : Dames Ahoy : Bill Jones
- 1930 : Captain of the Guard (en) : Jacques
- 1930 : La Féerie du jazz (The King of Jazz)
- 1930 : Le torrent justicier (en) (Mountain Justice) d'Harry Joe Brown : Jud McTavish
- 1930 : Man to Man : Rip Henry
- 1931 : Millie : Luke (counterman)
- 1931 : La Danseuse des dieux (Aloha) d'Albert S. Rogell : Old Ben
- 1931 : The Gland Parade
- 1931 : Morals for Women : Mr. Johnston
- 1931 : Air Eagles : Mr. Ramsey
- 1931 : The Big Shot de Ralph Murphy et Edward Sedgwick  : Docteur Peaslee
- 1932 : Partners : Auctioneer
- 1932 Ex-Rooster
- 1932 Racing Youth : Dave
- 1932 The Rider of Death Valley : Peck
- 1932 Duke le rebelle (Ride Him, Cowboy) : le juge E. Clarence 'Necktie' Jones
- 1932 No Living Witness (en) de E. Mason Hopper : Pop Everett
- 1932 That's My BoyThat's My Boy : Mayor
- 1932 Women Won't Tell : Henry Jones
- 1933 : Reckless Decision : Justice of the Peace Michael O'Connors
- 1933 : The Telegraph Trail : Uncle Zeke Keller
- 1933 : Mister Mugg (en) de James W. Horne
- 1933 : Laughing at Life
- 1933 : Doctor Bull, de John Ford
- 1933 : Open Sesame
- 1933 : Hoop-La
- 1933 : The Sin of Nora Moran : Mr. Moran
- 1933 : Marriage on Approval : Justice of the Peace Michael O'Connors
- 1934 : Palooka : Riley, the Doorman
- 1934 : Let's Talk It Over : Purser
- 1934 : I Can't Escape (en) d'Otto Brower : Jim Bonn
- 1934 : La Parade du rire (The Old Fashioned Way) de William Beaudine : Mr. Wendelschaffer
- 1934 : Le Chanteur de Broadway (King Kelly of the U.S.A.) : Comte Bartizee, Premier Ministre
- 1934 : Musique dans l'air (Music in the Air), de Joe May : Baker
- 1935 : Life Returns : Dr Henderson
- 1935 : The Hoosier Schoolmaster (en) de Lewis D. Collins : Squire Hawkins
- 1935 : Chinatown Squad : Dad, on Sacramento Street
- 1935 : Western Frontier : Cookie
- 1935 : Diamond Jim d'A. Edward Sutherland : Drunk
- 1935 : A Midsummer Night's Dream : Starveling, the Tailor
- 1935 : Dr. Socrates (en) de William Dieterle : Fisher
- 1935 : Hitch Hike Lady (en) d'Aubrey Scotto : Mayor
- 1936 : Can This Be Dixie? : Thoma Jefferson Peachtree
- 1936 : The Singing Kid : Bank Clerk
- 1937 : Roamin' Holiday : Hiram Jenks
- 1937 : Western Gold d'Howard Bretherton : Jake
- 1937 : Blanche-Neige et les Sept Nains (Snow White and the Seven Dwarfs), de David Hand : Happy (voix)
- 1938 : Scandal Street (en) de James P. Hogan : Taxicab Driver
- 1938 : Mr. Boggs Steps Out : Abner Katz
- 1938 : Outlaws of Sonora (en) de George Sherman : Pool player
- 1938 : The Texans : Henry